# Kattilasaari
Kattilasaari is een dorp binnen de Zweedse gemeente Haparanda. Het ligt aan de Keräsjoki en op de kruising tussen twee plaatselijke wegen. Het achtervoegsel saari betekent eiland, hetgeen er op kan duiden dat Kattilasaari vroeger een eiland is geweest. De streek is in het eerste millennium gestegen ten opzichte van de Botnische Golf. Kattilasaari ligt nu 37 meter boven de zeespiegel.
Alatalo · Barsk · Haparanda · Kangas · Kankaanranta · Karungi · Kattilasaari · Keräsjänkkä · Keräsjoki · Korpikylä · Korva · Kukkola · Lappträsk · Marielund · Mattila · Nikkala · Parviainen · Purra · Salmis · Seskarö · Säivis · Vojakkala · Vuono · Vittikko